# Muzeum Leopoldových
Muzeum Leopoldových (německy Leopold Museum) je soukromé muzeum moderního umění ve Vídni, známé především vynikající sbírkou děl Egona Schieleho a Gustava Klimta. Patří do muzejní čtvrti MuseumsQuartier a s asi 350 tisíci návštěvníky ročně je zde nejnavštěvovanější. Bylo založeno roku 2001 a základ sbírky tvoří díla, která shromáždili sběratel a lékař Rudolf Leopold a jeho žena Elisabeth. Jimi založená nadace Leopold Museum-Privatstiftung také muzeum řídí.

## Galerie

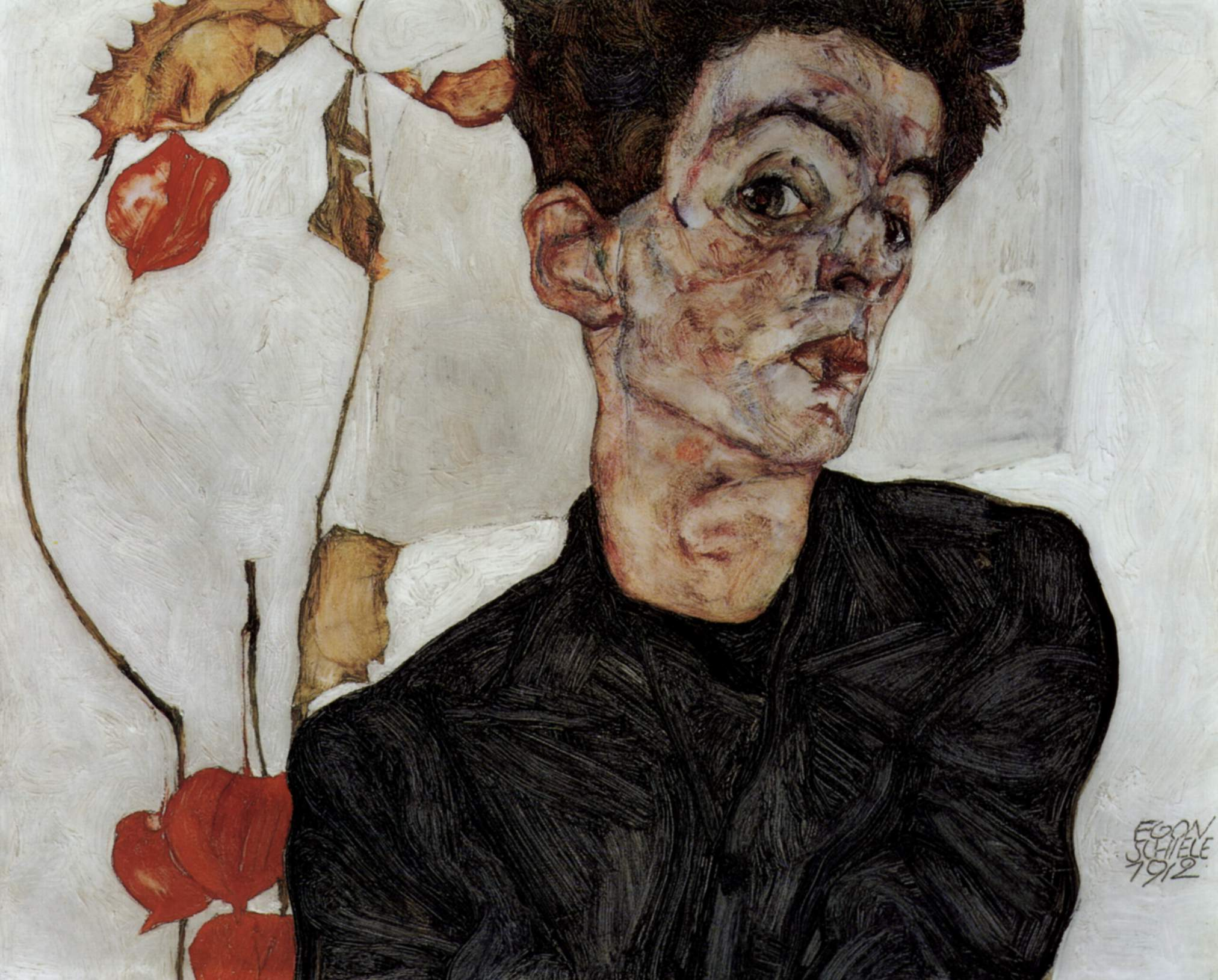
Egon Schiele: Autoportrét s mochyní
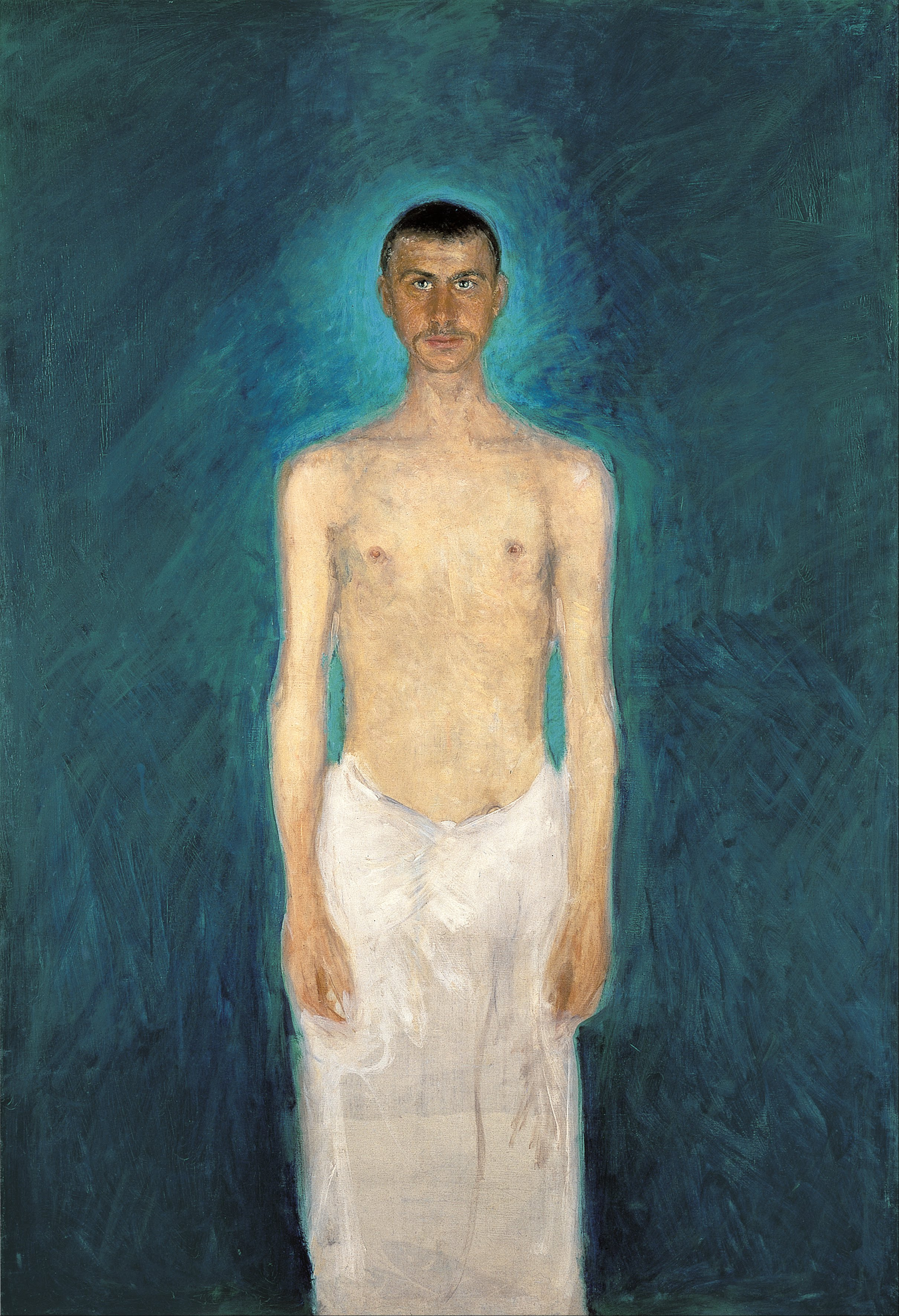
Richard Gerstl: Autoportrét
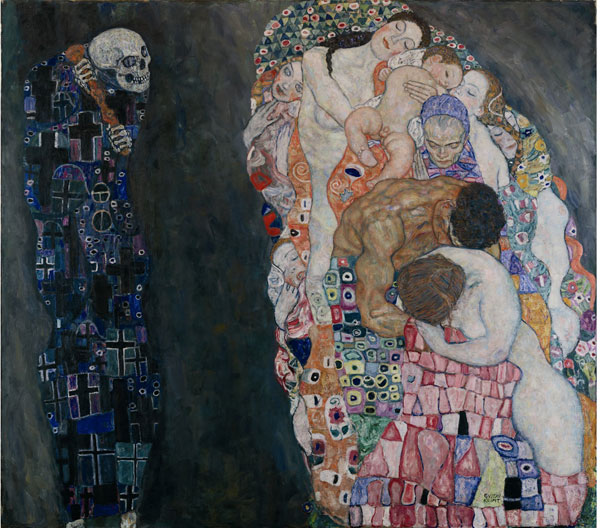
Gustav Klimt: Smrt a život